# Stazione di Berlino-Schöneweide
La stazione di Berlino-Schöneweide (in tedesco Berlin-Schöneweide) è una stazione ferroviaria di Berlino, sita nel quartiere di Niederschöneweide. È posta sotto tutela monumentale (Denkmalschutz).

## Movimento
La fermata è servita dalle linee S 45, S 46, S 47, S 8, S 85 e S 9 della S-Bahn  e dalla linea regionale RB 24.

## Interscambi
- Fermata tram (linee M 17, 21, 37, 60 e 67) [4]
- Fermata autobus